# Вільгельм Вернер
Вільгельм Вернер (нім. Wilhelm Werner; 6 червня 1888, Апольда — 14 травня 1945, Фалькенау) — німецький офіцер, бригадефюрер СС і оберст вермахту. Кавалер ордена Pour le Mérite.

## Біографія
4 квітня 1905 року вступив у ВМФ. Учасник Першої світової війни, командир підводних човнів UB-9 (18-28 лютого 1915), UB-7 (6 березня — 11 квітня 1916) і U-55 (9 червня 1916 — 9 серпня 1918). Всього за час бойових дій потопив 63 судна загальною водотоннажністю 130 499 брт, захопив 2 судна (3 466 брт) і пошкодив 7 суден (26 161 брт).
1 березня 1920 року демобілізований і виїхав до Бразилії, де працював архітектором. У 1925 році повернувся в Німеччину. В 1930 році вступив в НСДАП (квиток № 332 189), 20 липня 1931 року — в СС (посвідчення № 9 916). З вересня 1931 по липень 1932 року — командир 23-го штандарта СС. 4 квітня 1937 року вступив на службу в зенітну артилерію. У листопаді 1938 року обраний членом Рейхстагу.
З 9 серпня 1939 року — офіцер штабу 4-ї авіаційної області, в 1930-40 роках служив в 303-му резервному зенітному дивізіону. З 20 червня 1940 року — командир 49-го, з липня 1941 по 1 вересня 1944 року — 52-го зенітного полку 21-ї зенітної дивізії, одночасно з 21 березня 1944 по січень 1945 року — командир запасних зенітних частин 1-ї винищувальної дивізії. З 1 вересня 1944 по січень 1945 року — командувач артилерією 13-го корпусу СС.

## Звання
- Морський кадет (4 квітня 1905)
- Фенріх-цур-зее (7 квітня 1906)
- Лейтенант-цур-зее (28 вересня 1908)
- Оберлейтенант-цур-зее (серпень 1910)
- Капітан-лейтенант (16 квітня 1916)
- Штурмфюрер СС (20 липня 1931)
- Штурмбанфюрер СС (13 жовтня 1931)
- Штандартенфюрер СС (21 березня 1932)
- Оберфюрер СС (18 березня 1934)
- Бригадефюрер СС (15 вересня 1935)
- Майор резерву люфтваффе (1 липня 1937)
- Оберстлейтенант резерву до розпорядження люфтваффе (27 серпня 1939)
- Оберст резерву люфтваффе (1 жовтня 1942)
- Оберст люфтваффе (грудень 1942)
- Оберст до розпорядження сухопутних військ (1944)

## Нагороди
- Орден Корони (Пруссія)
  - 4-го класу (1912)
  - 3-го класу з мечами
- Залізний хрест 2-го і 1-го класу
- Галліполійська зірка (Османська імперія)
- Королівський орден дому Гогенцоллернів, лицарський хрест з мечами (15 лютого 1918)
- Pour le Mérite (18 серпня 1918)
- Нагрудний знак підводника (1918)
- Медаль «За вислугу років» (Пруссія) 1-го класу (15 років)
- Почесний кут старих бійців
- Почесний хрест ветерана війни з мечами
- Медаль за участь у Європейській війні (1915—1918) з мечами (Третє Болгарське царство)
- Почесна шпага рейхсфюрера СС
- Кільце «Мертва голова»
- Йольський свічник
- Медаль «За вислугу років у Вермахті» 4-го, 3-го і 2-го класу (18 років)
- Медаль «За вислугу років у НСДАП»
  - в бронзі (10 років; 1940)
  - в сріблі (15 років; 1945)
- Хрест Воєнних заслуг
  - 2-го класу
  - 1-го класу (9 листопада 1944)
- Застібка до Залізного хреста
  - 2-го класу (9 листопада 1944)
  - 1-го класу (1945)